# Бъдеще
 Тази статия е за времевия период.  За селото в България вижте Бъдеще (село).  
Бъдещето е време, което още не е настъпило. Противоположно е на миналото и идва след настоящето. В специалната теория на относителността бъдещето се смята за абсолютно. Времето във физиката представлява четвъртото измерение (другите три са пространствените).
Футурологията е наука, която си поставя за цел да прогнозира бъдещето, предимно чрез метода на екстраполацията. Тази наука търси систематични подходи за разбиране на миналото и настоящето и за установяване на вероятността на определени бъдещи събития.
Светлинният конус е хиперповърхност в пространството на Минковски, който определя бъдещето и миналото относно дадено събитие. В класическата физика бъдещето е просто половината на времевата ос. В теорията на относителността пространството и времето се обединяват в един пространствено-времеви континуум, който се деформира от гравитацията.
В тримерното пространство е възможно движение във всяка посока, но във времето е възможно само движение напред, тоест към бъдещето.
Някои физици смятат, че е възможно човек да пътува в бъдещето, ако се движи със скорост, близка до скоростта на светлината. След като се върне на Земята, пътешественикът ще установи, че там е минало много повече време, отколкото лично за него.
Теорията на относителността допуска и т.нар. „червейни дупки“ – тунели, свързващи две точки от пространствено-временния континуум, което ще позволява пътуване във времето. Някои физици считат, че това ще изисква огромно количество енергия. 
Съществува и друга теория, според която ще може да се пътува в бъдещето с помощта на т.нар. „космически струни“ –  тесни енергийни тръби по протежението на цялата Вселена.

## Други
На бъдещето са наречени улиците „Бъдеще“ в квартал „Суходол“ (Карта) и „Бъднина“ в кварталите „Младост 3“ и „Младост 4“ (Карта) в София.